# 1433-й самоходно-артиллерийский полк
1433-й самоходно-артиллерийский Новгородский Краснознамённый орденов Богдана Хмельницкого и Красной Звезды полк — воинское формирование Вооружённых сил СССР в Великой Отечественной войне.

## История
Сформирован под Москвой в январе 1943 года как 1433-й самоходный артиллерийский полк РВГК. Являлся одним из первых самоходных артиллерийских полков Советской Армии вместе с 1434-м сап. В его состав вошли 3 батареи СУ-122, 2 батареи СУ-76 и др. подразделения.
В феврале 1943 года полк прибыл на Волховский фронт и до конца года последовательно в составе 54, 8 и 59-й армий участвовал в боях в районах Замостье, Вороново и на других участках фронта. 
Поздней осенью 1943 года переведён на новый штат № 010/456 (21 СУ-76 и 253 чел.). 
В январе — феврале 1944 года успешно действовал в Ленинградско-Новгородской наступательной операции. 
За отличие в боях по разгрому группировки противника в районе Новгорода был удостоен почётного наименования Новгородского (21 января 1944 года). 
В марте — апреле в составе войск Ленинградкого, с 21 апреля - 3-го Прибалтийского фронтов вёл наступательные бои на нарвском и новоржевском направлениях. 
В июле — октябре полк, продолжая находиться в составе 3-го Прибалтийского фронта, участвовал в Псковско-Островской наступательной операции и в боях по освобождению Прибалтики. 
За образцовое выполнение заданий командования в Псковско-Островской операции награждён орденом Красного Знамени (9 августа), 
За доблесть и мужество, проявленные личным составом при освобождении г. Тарту награждён орденом Красной Звезды (7 сентября 1944 года). 
В ноябре 1944 года полк был включён в 6-й гвардейский механизированный корпус (в составе которого действовал до конца войны) 4-й танковой (с 17 марта 1945 года 4-й гвардейской танковой) армии 1-го Украинского фронта. 
В январе — марте 1945 года участвовал в Сандомирско-Силезской, Нижне-Силезской и Верхне-Силезской наступательных операциях. 

За проявленные в боях отвагу, мужество, высокую дисциплину и организованность личного состава был удостоен гвардейского звания (17 марта 1945 года) и преобразован в 423-й гвардейский самоходный артиллерийский полк.
Завершил войну как 423-й гвардейский самоходно-артиллерийский Новогородский Краснознамённый орденов Кутузова, Богдана Хмельницкого, Александра Невского и Красной Звезды полк.

## Полное наименование
- 1433-й самоходно-артиллерийский Новгородский Краснознамённый орденов Богдана Хмельницкого и Красной Звезды полк

## Подчинение
- Волховский фронт  в составе 54, 8 и 59-й армий.
- 1944 год- Ленинградский фронт, 3-й Прибалтийский фронт
- 6-й гвардейский механизированный корпус 1-й Украинский фронт

## Состав
Полк был сформирован по штату № 08/191 (всего 21 САУ и 307 человек):
- Управление полка
- Штаб полка
- взвод управления (1 СУ-122 командира полка)
- батарея средних САУ (4 СУ-122)
- батарея средних САУ (4 СУ-122)
- батарея средних САУ (4 СУ-122)
- батарея лёгких САУ (4 СУ-76)
- батарея лёгких САУ (4 СУ-76)
- службы тыла
  - полковой медпункт, артиллерийская ремонтная мастерская
  - взводы - боепитания, парковый, хозяйственный

- Поздней осенью 1943 года переведён на новый штат № 010/456 (всего 21 СУ-76 и 253 чел.):

- Управление полка
- Штаб полка
- взвод управления (1 СУ-76 командира полка)
- 1-я батарея
- 2-я батарея
- 3-я батарея
- 4-я батарея
- 5-я батарея
- службы тыла
  - полковой медпункт, хозяйственное отделение
  - взводы - боепитания, ремонтный, транспортный
- Имел на вооружении - СУ-122 и СУ-76, СУ-76М.

## Командование
Командиры полка
- подполковник Тельнов Владимир Петрович (декабрь 1942 — июль 1943 года),
- полковник Морев Алексей Никитич (август 1943 — июнь 1944 года),
- майор Сальков Филимон Прокофьевич (июль — ноябрь 1944 года),
- подполковник Королёв Григорий Михайлович (ноябрь 1944 года — до конца войны).

## Награды и наименования
| Награда                               | Дата       | За что получена |
| ------------------------------------- | ---------- | --- |
| «Новгородский»                        | 21.01.1944 | за отличие в боях с немецкими захватчиками за освобождение г. Новгород |
| Орден Красного Знамени                | 09.08.1944 | за образцовое выполнение заданий командования в боях с немецкими захватчиками, за овладение городом Остров и проявленные при этом доблесть и мужество                       |
| Орден Богдана Хмельницкого II степени | 26.04.1945 | за образцовое выполнение заданий командования в боях при прорыве обороны немцев и разгроме войск противника юго-западнее Оппельн и проявленные при этом доблесть и мужество |
| Орден Красной Звезды                  | 07.09.1944 | за образцовое выполнение заданий командования в боях с немецкими захватчиками, за овладение городом Тарту и проявленные при этом доблесть и мужество                        |